# Eoarqueà
L'Eoarqueà és un període geològic que segueix l'Hadeà i forma part de l'Arqueà. Correspon al temps comprès entre fa 4.000 Ma i fa 3.600 Ma. En aquest període, es va produir l'origen de la vida a la Terra, probablement organismes unicel·lulars de petites dimensions (procariotes). El nom ve del grec eos (‘alba’) i arqué (‘origen’ o ‘principi’).